# Вела Лука
Вела Лука (на хърватски: Vela Luka) е община в Дубровнишко-неретванска жупания, Хърватия. Според преброяването от 2011 г. има 4137 жители, 97% от които са хървати.